# M.A.T. (Bootstyp)
Das M.A.T. (italienisch wahrscheinlich für Motoscafo Aero Trasportato oder Motoscafo aerotrasportato, deutsch „Luftlandeboot“) war, neben dem M.A., der zweite Prototyp eines leichten Sprengbootes der italienischen Marine, welches 1935 vom italienischen Marineamt in Auftrag gegeben wurde, um die Wirksamkeit kleiner und schneller operierender Kleinkampfverbände gegenüber größeren Marineeinheiten zu testen. Nach Beendigung des Abessinienkrieges wurde dieses Projekt jedoch nur noch halbherzig verfolgt. Es erfolgte nach ausgiebiger Testreihe keine militärischen Einsätze. Jedoch bildete dieser Prototyp den Grundstock zu weiteren Entwicklungen von italienischen Sprengbooten.

## Spezifikationen
Die Spezifikationen des MAT sind nahezu identisch mit dem MA Der Bootskörper, welcher wieder aus Holz bestand, wurde von der Werft Baglietto in Varazze geliefert. Allerdings wurde die Seitenhöhe des Bootes um 10 cm auf 1,05 m erhöht, um das Boot bei stärkerer See ruhiger manövrieren zu können. Die Motoren lieferte erneut die Firma C.A.B.I. aus Mailand. Beide Firmen waren, wie schon zuvor, von der italienischen Marine lediglich mit den technischen Spezifikationen bzw. Maßen des Bootes instruiert worden. Hinsichtlich des Einsatzzweckes unterlag das Boot weiterhin dem Militärgeheimnis. Nach Fertigstellung und Lieferung des Bootskörpers sowie der technischen Komponenten wurde das Sprengboot von der italienischen Marine endmontiert. Dabei wurden im Bug des Bootes, entsprechend seinem Zweck, 330 kg Sprengstoff Trilolital eingebaut. Im November 1936 erfolgte der Stapellauf. Der Steuerstand des Sprengbootes befand sich im Heckbereich, um eine gleichmäßige Gewichtsverteilung zwischen Sprengladung (Bug), Pilot und Maschine (Heck) zu gewährleisten. Vor dem Piloten waren auch alle Bedienungs- und Kontrollinstrumente des Sprengbootes untergebracht. Zusätzlich verfügte der Pilot über einen Magnetkompass sowie Paddel, die ein geräuschloses Anpirschen an den Feind erlauben sollten.

## Einsatzzweck
Der Sinn des Sprengbootes lag darin, dass der Pilot sich langsam seinen Ziel nähern sollte und ab einer bestimmten Entfernung oder seiner Entdeckung mit Volllast auf dieses zurasen sollte. Zwischen 100 und 200 Meter vor dem Einschlag sollte der Pilot alle Kommandogeräte des Sprengbootes blockieren und die Sprengladung entsichern. Unverzüglich danach sollte er mit einem auf dem Boot liegenden Schwimmfloß per kleiner Sprengkapsel hinauskatapultiert werden. Versagte diese, musste er abspringen. Traf das Sprengboot auf sein Ziel, wurde ein am Bug befestigter Zündmechanismus (Palmola) ausgelöst. Dieser wiederum löste einen kleinen Sprengürtel aus, der mittischiffs durch das Boot verlief. Das Boot sollte hierbei in zwei Teile zerbrechen. Der Bug des Schiffes, in welchem sich der Sprengstoff befand, zündete verzögert durch einen Wasserdruckzünder, der auf ein Meter Wassertiefe eingestellt war. Damit sollte das angegriffene Feindschiff maximal beschädigt bzw. versenkt werden.